# El Señor Presidente (película de 1983)
El Señor Presidente es una película coproducción de Cuba, Francia y Nicaragua filmada en Eastmancolor dirigida por Manuel Octavio Gómez sobre su propio guion escrito en colaboración con André Camp basada en la novela homónima de Miguel Ángel Asturias que se produjo en 1983 y que tuvo como actores principales a Michel Auclair, Bruno Garcin, Reynaldo Miravalles, Florence Jaugey y Idalia Anreus.
Otras versiones de la misma novela fueron El señor Presidente, (Argentina) dirigida en 1969 por Marcos Madanes y  Señor Presidente, película de Venezuela, dirigida en 2007 por Rómulo Guardia.

## Producción
La mayoría de las escenas transcurren en Cuba pero hay rápidas vistas de paisajes y celebraciones nicaragüenses cuando la pareja protagónica del filme va allí de vacaciones, escapando del régimen dictatorial.
Ernesto Cardenal aprobó la filmación en Nicaragua,  y Cuba y Francia fueron los productores.

## Sinopsis
Cuando el idiota del pueblo mató sin saberlo a un coronel del ejército del señor Presidente, un temible dictador latinoamericano, éste aprovecha para culpar a sus enemigos políticos y tenderles una trampa: con la ayuda de su mano derecha, Miguel Cara de Ángel, quien se debate entre su fidelidad al régimen y su amor  por Camila, la hija del general Eusebio Canales, adversario del Presidente. 

## Reparto
- Michel Auclair	...	El Presidente
- Bruno Garcin	...	Cara de Angel
- Reynaldo Miravalles	...	Fiscal
- Florence Jaugey
- Idalia Anreus
- René de la Cruz
- Dora Doll
- Raúl Eguren
- Alejandro Lugo
- Ángel Torano
- Omar Valdés